# TOPO centras
TOPO centras ist die größte Haushaltstechnik- und Elektronik-Handelskette in Litauen, verwaltet von  der litauischen Unternehmensgruppe UAB („Topo grupė“).  Es gibt 27 „TOPO centras“-Geschäfte in 25 Städten und E-Shop "Imk.lt". 2013 erzielte man einen Umsatz von 262,4 mln. Litas (75,88 Mio. Euro).

## Geschichte
1995 wurde das Geschäft „Skalbimo mašinos“ (dt. 'Waschmaschinen') in Kaunas errichtet.
1996 wurde es zu „TOPO centras“. 1997 eröffnete man  Geschäfte in Vilnius und Klaipėda, 
1998 in Šiauliai, 2001 ein weiteres in Kaunas, 2002 in Riga (Lettland) und ein zweites in Vilnius, 2003 in Panevėžys, Klaipėda, Biržai, Druskininkai, Kėdainiai, Mažeikiai, Plungė, Radviliškis, Rokiškis, Šilutė, Tauragė, Telšiai, Ukmergė, Utena und Riga. 
2004 eröffnete man Geschäfte in Varėna, Prienai, Vilnius, Alytus, Jonava, 2005 in Kaunas, Klaipėda, Panevėžys, Raseiniai, Liepāja, Daugavpils, Talsi, Jēkabpils, Ventspils, Tukums, 2006 in Kaunas, Šiauliai, Telšiai, Vilnius, 2007 in Panevėžys, 2008 in Druskininkai, 2009 in Šiauliai, 2010 in Marijampolė, 2013 in Šilutė.
Seit 2001 handelt „TOPO centras“ mit Audio- und Video-Technik, seit 2002 auch mit Computertechnik und Mobiltelefonen. 2011 erzielte „Topo grupė“ einen Umsatz von 192,822 Millionen Litas. 2012 erreichten die Einnahmen der Unternehmensgruppe 243,186 Mio. Lt (Gewinn von 8,389 Mio. Lt).